# Crosshaven
Crosshaven (irl. Bun an Tábhairne) – miasto w prowincji Munster w hrabstwie Cork w Irlandii. Znajduje się u wlotu zatoki Cork, przy ujściu rzeki Owenabue. W 2016 roku liczyło 2 577 mieszkańców.

## Turystyka
Miasto pierwotnie było wioską rybacką. Pod koniec XIX i na początku XX wieku większe znaczenie zyskała dla niego turystyka. Jest tutaj pięć plaż skupionych na odcinku 3 km. W połowie XX wieku przybyło sporo domków letniskowych przyjmujących na wakacjach rodziny z miasta Cork.